# Ǒ
La O con carón (mayúscula: Ǒ, minúscula: ǒ) es una letra del alfabeto latino extendido que se usa en pinyin chino para mostrar el tercer tono (descendente y remontante) de esta vocal en el idioma chino mandarín.

## Uso
El carón se usa en el sistema pinyin de transcripción del chino mandarín para mostrar el tercer tono (descendente y remontante, también llamado valle).
En este sistema también se encuentran las otras 4 vocales con este signo diacrítico, estas son Ǎǎ, Ěě, Ǐǐ y Ǔǔ. Aparte de estas, también se encuentran con los otros 3 tonos, cada uno representado con un signo diferente, estos son: tono 1 (alto y llano) signo: macrón, tono 2 (alto ascendente) signo: acento agudo y el 4º tono (descendente y breve) signo: acento grave. También podemos encontrarlas sin tono alguno, es decir, suenan de manera normal.

## Unicode
En Unicode, la mayúscula está codificada en U+01D1 y la minúscula está codificada en U+01D2.
| Carácter      | Ǒ                                 | Ǒ                                 | ǒ                               | ǒ                               |
| ------------- | --------------------------------- | --------------------------------- | ------------------------------- | ------------------------------- |
| Unicode       | LATIN CAPITAL LETTER O WITH CARON | LATIN CAPITAL LETTER O WITH CARON | LATIN SMALL LETTER O WITH CARON | LATIN SMALL LETTER O WITH CARON |
| Codificación  | decimal                           | hex                               | decimal                         | hex                             |
| Unicode       | 465                               | U+01D1                            | 466                             | U+01D2                          |
| UTF-8         | 199 145                           | C7 91                             | 199 146                         | C7 92                           |
| Ref. numérica | &#465;                            | &#x1D1;                           | &#466;                          | &#x1D2;                         |